# Ginástica de trampolim nos Jogos Olímpicos de Verão de 2012 - Masculino
A prova masculina da ginástica de trampolim nos Jogos Olímpicos de Verão de 2012 foi realizada em 3 de agosto na North Greenwich Arena, em Londres.

## Calendário
Horário local (UTC+1)
| Dia         | Horário | Fase                 |
| ----------- | ------- | -------------------- |
| 3 de agosto | 14:00   | Qualificatória Final |

## Medalhistas
| Ouro   | CHN Dong Dong      |
| Prata  | RUS Dmitry Ushakov |
| Bronze | CHN Lu Chunlong    |

## Resultados

### Qualificação
Os oito melhores ginastas classificaram-se para a final.
| Pos. | Ginasta               | Rotina 1 | Rotina 2 | Pen. | Total   | Notas |
| ---- | --------------------- | -------- | -------- | ---- | ------- | ----- |
| 1    | CHN Dong Dong         | 51.160   | 61.735   |      | 112.895 | Q     |
| 2    | RUS Dmitry Ushakov    | 50.705   | 61.900   |      | 112.605 | Q     |
| 3    | CHN Lu Chunlong       | 51.064   | 61.235   |      | 112.299 | Q     |
| 4    | JPN Masaki Ito        | 49.990   | 59.820   |      | 109.810 | Q     |
| 5    | JPN Yasuhiro Ueyama   | 49.554   | 60.255   |      | 109.809 | Q     |
| 6    | CAN Jason Burnett     | 49.670   | 59.395   |      | 109.065 | Q     |
| 7    | FRA Gregoire Pennes   | 49.770   | 57.769   |      | 107.539 | Q     |
| 8    | RUS Nikita Fedorenko  | 49.865   | 57.205   |      | 107.070 | Q     |
| 9    | GER Henrik Stehlik    | 48.435   | 57.630   |      | 106.065 |       |
| 10   | DEN Peter Jensen      | 48.915   | 55.780   |      | 104.695 |       |
| 11   | ITA Flavio Cannone    | 47.450   | 56.720   |      | 104.170 |       |
| 12   | BLR Viachaslau Modzel | 47.700   | 56.180   |      | 103.880 |       |
| 13   | AUS Blake Gaudry      | 49.260   | 34.995   |      | 84.255  |       |
| 14   | UKR Yuri Nikitin      | 48.935   | 30.165   |      | 79.070  |       |
| 15   | POR Diogo Ganchinho   | 48.800   | 12.640   |      | 61.440  |       |
| 16   | USA Steven Gluckstein | 48.855   | 12.165   |      | 61.020  |       |

### Final
Na final os ginastas classificados realizaram uma única rotina onde a melhor nota obteve a medalha de ouro.
| Pos.              | Ginasta              | Nota D | Nota E | Voo    | Pen. | Total  | Notas |
| ----------------- | -------------------- | ------ | ------ | ------ | ---- | ------ | ----- |
| Medalha de ouro   | CHN Dong Dong        | 17.800 | 27.100 | 18.090 |      | 62.990 |       |
| Medalha de prata  | RUS Dmitry Ushakov   | 17.100 | 26.524 | 18.145 |      | 61.769 |       |
| Medalha de bronze | CHN Lu Chunlong      | 17.100 | 25.849 | 18.370 |      | 61.319 |       |
| 4                 | JPN Masaki Ito       | 16.600 | 26.300 | 17.995 |      | 60.895 |       |
| 5                 | JPN Yasuhiro Ueyama  | 16.600 | 25.875 | 17.765 |      | 60.240 |       |
| 6                 | RUS Nikita Fedorenko | 17.300 | 23.900 | 17.905 |      | 59.105 |       |
| 7                 | FRA Gregoire Pennes  | 17.100 | 24.500 | 17.205 |      | 58.805 |       |
| 8                 | CAN Jason Burnett    | 2.200  | 2.600  | 1.915  |      | 6.715  |       |